# Wildest Dreams (Saga)
Wildest Dreams is het zevende studioalbum van de Canadese band Saga.

## Musici
- Michael Sadler – zang en toetsen
- Ian Crichton – gitaar
- Jim Crichton – basgitaar en toetsen
- Curt Cress – slagwerk.

## Composities
Alle nummer geschreven door Saga (Michael Sadler, Ian Crichton en Jim Crichton), behalve "Chase the Wind", dat is geschreven door Saga en Robin Prior, "We've Been Here Before", dat is geschreven door Saga en Curt Cress, en "Don't Look Down", dat is geschreven door Saga en Julia Downes.
1. "Don't Put Out the Fire" - 4:00
2. "Only Time Will Tell" - 4:23
3. "Wildest Dreams" - 4:59
4. "Chase the Wind" - 4:52
5. "We've Been Here Before" - 4:47
6. "The Way of the World" - 4:19
7. "Angel" - 4:21
8. "Don't Look Down" - 4:39